# Cybocephalus tryapitzini
Cybocephalus tryapitzini is een keversoort uit de familie Cybocephalidae. De wetenschappelijke naam van de soort is voor het eerst geldig gepubliceerd in 1984 door Kireitshuk.